# Jane Gaskell
Jane Gaskell (* 7. Juli 1941 in Grange-over-Sands, Lancashire) ist eine britische Fantasy- und Horror-Autorin. 

## Leben
Gaskell ist die Tochter von Andrew Gaskell Denvil und Edith, geborene Hackett.
Ihr erstes Werk (Strange Evil, 1957) schrieb sie als Schülerin im Alter von vierzehn Jahren.  
Ihr bekanntestes Werk ist der Fantasy-Zyklus um die Thronerbin Cija, dessen erster Band 1963 erschien.
Cija wird in ihrer Heimat als Göttin verehrt, doch da die Soldaten der Königin, ihrer Mutter, den Invasoren aus dem Norden unterliegen, muss Cija als Geisel am weiteren Verlauf des Feldzugs teilnehmen, der das geheimnisvolle Atlantis zum Ziel hat. Sobald das Heer der Invasoren in das südliche Reich eindringt, wird Cija als Geisel überflüssig und hat von da an viele Härten zu erleiden. Die reichen von kleinen Demütigungen und Beleidigungen hin zu Vergewaltigung und Todesgefahr. 
Inzwischen sind fünf Bände erschienen: The Serpent, The Dragon, Atlan, The City und Some Summer Lands.
Ihr 1968 erschienener Roman All Neat in Black Stockings wurde 1969 verfilmt. Für den Film All Neat in Black Stockings schrieb sie zusammen mit Hugh Whitmore auch das Drehbuch.
1970 erhielt sie für ihren Roman A Sweet, Sweet Summer den Somerset Maugham Award.
1963 heiratete sie Gerald Lynch. 1965 wurde eine Tochter geboren. 1968 wurde die Ehe wieder geschieden.
Gaskell ist entfernt verwandt mit Elizabeth Gaskell, einer bekannten Autorin des 19. Jahrhunderts und Biographin von Charlotte Brontë.

## Bibliographie
Cija-Zyklus
- 1 The Serpent (1963)
  - Deutsch: Der Turm der Göttin. Heyne SF&F #3508, 1976, ISBN 3-453-30398-9.
- 2 The Dragon (1963)
  - Deutsch: Der Drache. Heyne SF&F #3516, 1976, ISBN 3-453-30382-2.
- 3 Atlan (1965)
  - Deutsch: Im Reich der Atlantiden. Heyne SF&F #3530, 1977, ISBN 3-453-30396-2.
- 4 The City (1966)
  - Deutsch: Im Land der Affenmenschen. Heyne SF&F #3543, 1977, ISBN 3-453-30436-5.
- 5 Some Summer Lands (1977)
  - Deutsch: Die Länder des Sommers. Heyne SF&F #4455, 1988, ISBN 3-453-00999-1.

Die Bände The Serpent und The Dragon erschienen ursprünglich in einem Band unter dem Titel The Serpent.
Die deutschen Übersetzungen sind sämtlich von Horst Pukallus.
Einzelromane
- Strange Evil (1957)
- King's Daughter (1958)
- Attic Summer (1962)
- The Shiny Narrow Grin (1964)
- All Neat in Black Stockings (1968)
- A Sweet, Sweet Summer (1969)
- Summer Coming (1969)
- Sun Bubble (1990)

Drehbuch
- All Neat in Black Stockings (1969)